# تاپوآ دوم
تاپوآ دوم 
(به تاهیتیایی: Tapoa II)، (متولد حدود ۱۸۰۶-متوفی ۱۸۶۰) پادشاه جزیره بورا بورا واقع در مجمع الجزایر انجمن از ۱۸۳۱ تا ۱۸۶۰. و همچنین همسر پوماره چهارم، ملکه تاهیتی بود..
تاپوآ دوم در حدود سال ۱۸۰۶ به دنیا آمد. او پسر تاپوآیکم، پادشاه بورا بورا و تاهاآ و، و ملکه آی ماتا بود. وی در دسامبر ۱۸۲۲ با پوماره چهارم ازدواج کرد. این ازدواج بدون فرزند بود و در سال ۱۸۳۴ به طلاق منجر شد. بعدها او با تاپوآ واهینه
(به تاهیتیایی: Tapoa Vahine)، ازدواج کرد.